# Yasuo Tanaka (Astronom)

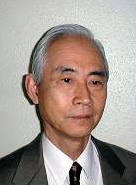
Yasuo Tanaka

Yasuo Tanaka (jap. 田中 靖郎, Tanaka Yasuo; * 18. März 1931; † 18. Januar 2018) war ein japanischer Astronom, der das japanische Programm für Röntgenastronomie mit Missionen wie ASCA entscheidend prägte.
Yasuo Tanaka studierte an der Universität Osaka. 1974 wurde er Professor an der Universität Tokio und 1981 am Institute of Space and Astronautical Science (ISAS). Zudem war er Gastwissenschaftler und externes wissenschaftliches Mitglied am Max-Planck-Institut für extraterrestrische Physik.

## Auszeichnungen
- 1994 James Craig Watson Medal
- 1994 Humboldt-Forschungspreis der Alexander-von-Humboldt-Stiftung
- 1998 Mitglied der National Academy of Sciences
- 1999 Eugen und Ilse Seibold-Preis der Deutschen Forschungsgemeinschaft
- 2001 Bruno-Rossi-Preis
- 2010 Verdienstorden des Landes Nordrhein-Westfalen
- 2010 Ernennung zum Bunka Kōrōsha, Person mit besonderen kulturellen Verdiensten[2]

Nach Tanaka ist der Asteroid (4387) Tanaka benannt.